# Оччархаджиев, Султан Бексолтаевич
Султан Бексолтаевич Оччархаджиев (род. 17 февраля 1973, Калиновская, Чечено-Ингушская АССР) — российский уролог, доктор медицинских наук, многократный лауреат премии президента РФ в области реконструктивной урологии, профессор кафедры ФГБОУ ВО Грозненского государственного нефтяного технического университета.

## Биография
В 1990 году окончил среднюю школу. Под влиянием старшей сестры, окончившей Махачкалинский медицинский институт, решил стать врачом, поэтому поступил в Кубанский государственный медицинский университет. В 1996 году с отличием окончил лечебный факультет университета. В 1999 году окончил ординатуру в том же университете. В 2002 году окончил аспирантуру в Научно-исследовательском институте урологии в Москве и там же защитил кандидатскую диссертацию. В 2007 году окончил курс эндоскопии и лапароскопии в урологии. В 2008 году окончил докторантуру в московском НИИ урологии. В 2009 году защитил докторскую диссертацию по теме «Кишечное континентное замещение мочевого пузыря (клинико-экспериментальное исследование)».
Четырежды становился лауреатом премии — гранта Президента России в области реконструктивной урологии. Дважды (в 2000 и 2005 годах) становился победителем международного конкурса по урологии Корнельского университета (США). Пять раз становился победителем гранта Международного фонда сотрудничества со странами СНГ и Министерства здравоохранения (Египет). Победитель конкурса Европейской ассоциации урологов среди резидентов Европы 2005 года. Проходил стажировки в центрах урологии и нефрологии в университете Мансуры (Египет) и Корнельском университете. Оччархаджиев периодически читает лекции в крупных медицинских центрах на Ближнем Востоке, в Европе и США.
После окончания боевых действий в республике Оччархаджиев вернулся в Грозный. Здесь ему предоставили место работы в урологическом отделении городской больницы №5. Его усилиями это отделение вскоре стало одним из лучших на юге России.